# بول توماس (كاتب)
بول توماس (بالإنجليزية: Paul Thomas)‏ (1951، هاروغيت في المملكة المتحدة)؛ كاتب سيناريو، صحفي وروائي نيوزيلندي.